# Präsidentschafts- und Parlamentswahl in Ghana 2000
Die Präsidentschafts- und Parlamentswahl in Ghana 2000 fand am 7. Dezember statt. Am 28. Dezember gab es eine Stichwahl. Sieben Kandidaten stellten sich in der ersten Runde zur Wahl. Da kein Kandidat das notwendige Minimum von 50 % aller Stimmen erhielt, kam es drei Wochen später zur Stichwahl zwischen den beiden Bestplatzierten.
Diese Wahlen waren die ersten in der ghanaischen Geschichte, die zu einem Regierungswechsel durch die Wahlurne führte.

## Ergebnisse

### Präsidentschaftswahl
| Kandidaten                                                                                                | Kandidaten                      | Parteien                         | 1. Wahlgang | 1. Wahlgang | 2. Wahlgang | 2. Wahlgang |
| Kandidaten                                                                                                | Kandidaten                      | Parteien                         | Stimmen     | %           | Stimmen     | %           |
| --- | ------------------------------- | -------------------------------- | ----------- | ----------- | ----------- | ----------- |
| | John Kufuor                     | New Patriotic Party              | 3.131.739   | 48,2        | 3.631.263   | 56,9        |
| | John Atta-Mills                 | National Democratic Congress     | 2.895.575   | 44,5        | 2.750.124   | 43,1        |
| | Edward Mahama                   | People’s National Convention     | 189.659     | 2,9         |             |             |
| | George Hagan                    | Convention People’s Party        | 115.641     | 1,8         |             |             |
| | Augustus Obuadum "Goosie" Tanoh | National Reform Party            | 78.629      | 1,2         |             |             |
| | Dan Lartey                      | Great Consolidated Popular Party | 67.504      | 1,0         |             |             |
| | Charles Wereko-Brobby           | United Ghana Movement            | 22.123      | 0,3         |             |             |
| Gesamt | Gesamt                          | Gesamt                           | 6.500.870   | 100         | 6.381.387   | 100         |
| |                                 |                                  |             |             |             |             |
| Ungültige Stimmen                                                                                         | Ungültige Stimmen               | Ungültige Stimmen                | 104.214     | 1,6         | 77.616      | 1,2         |
| Wähler | Wähler                          | Wähler                           | 6.605.084   | 61,7        | 6.459.003   | 60,4        |
| Wahlberechtigte                                                                                           | Wahlberechtigte                 | Wahlberechtigte                  | 10.698.652  |             | 10.698.652  |             |
| |                                 |                                  |             |             |             |             |
| Quellen: African Elections Database – Electoral Commission, 1. Wahlgang, nach Regionen – nach Wahlkreisen |                                 |                                  |             |             |             |             |

* Die Angaben für den 7. Dezember enthalten nicht die Stimmen des Wahlbezirks Sefwi-Wiawso in der Western Region.

### Parlamentswahl
| Listen                             | Listen                           | Stimmen    | %    | Mandate |
| ---------------------------------- | -------------------------------- | ---------- | ---- | ------- |
|                                    | New Patriotic Party              | 2.937.386  | 45,0 | 99      |
|                                    | National Democratic Congress     | 2.691.515  | 41,2 | 92      |
|                                    | Convention People’s Party        | 285.643    | 4,4  | 1       |
|                                    | People’s National Convention     | 224.657    | 3,4  | 3       |
|                                    | National Reform Party            | 147.196    | 2,3  | –       |
|                                    | United Ghana Movement            | 32.632     | 0,5  | –       |
|                                    | Every Ghanaian Living Everywhere | 730        | 0,0  | –       |
|                                    | Unabhängige                      | 210.998    | 3,2  | 4       |
|                                    | Unbesetzt                        | –          | –    | 1       |
| Gesamt                             | Gesamt                           | 6.530.757  | 100  | 200     |
|                                    |                                  |            |      |         |
| Ungültige Stimmen                  | Ungültige Stimmen                | 102.549    | 1,5  |         |
| Wähler                             | Wähler                           | 6.633.306  | 62,0 |         |
| Wahlberechtigte                    | Wahlberechtigte                  | 10.698.652 |      |         |
|                                    |                                  |            |      |         |
| Quelle: African Elections Database |                                  |            |      |         |

Da es in einem Wahlkreis zu Unregelmäßigkeiten gekommen war, wurden am 3. Januar 2001 Nachwahlen abgehalten. Der zunächst offene Wahlkreis ging in diesen Nachwahlen an die New Patriotic Party.

#### Zusammensetzung des Parlaments nach Regionen
| Region                       | NPP       | NDC | PNC | CPP | Unabh. | Gesamt |
| ---------------------------- | --------- | --- | --- | --- | ------ | ------ |
| Ashanti Region               | 31        | 2   | -   | -   | -      | 33     |
| Brong Ahafo                  | 14        | 7   | -   | -   | -      | 21     |
| Central Region               | 8         | 9   | -   | -   | -      | 17     |
| Eastern Region               | 18        | 8   | -   | -   | -      | 26     |
| Greater Accra                | 16        | 6   | -   | -   | -      | 22     |
| Northern                     | 3         | 18  | 1   | -   | 1      | 23     |
| Upper East                   | 2         | 8   | 1   | -   | 1      | 12     |
| Upper West                   | -         | 7   | 1   | -   | -      | 8      |
| Volta                        | -         | 17  | -   | -   | 2      | 19     |
| Western                      | 8         | 10  | -   | 1   | -      | 19     |
| Gesamt                       | 100 (99)* | 92  | 3   | 1   | 4      | 200    |
|                              |           |     |     |     |        |        |
| Quelle: Electoral Commission |           |     |     |     |        |        |

Erläuterung: Die Zahl in Klammer ist das Ergebnis der Wahl vom 7. Dezember 2000. Der zusätzliche Sitz wurde in einer Nachwahl in einem Wahlkreis vergeben und ging an die NPP.